# Liste der Baudenkmale in Boltenhagen
In der Liste der Baudenkmale in Boltenhagen sind alle erfassten denkmalgeschützten Bauten der mecklenburgischen Gemeinde Boltenhagen und ihrer Ortsteile aufgelistet. Grundlage ist die Veröffentlichung der Denkmalliste des Kreises Nordwestmecklenburg mit dem Stand vom 16. September 2020.

## Boltenhagen
| ID   | Lage                         | Bezeichnung                   | Beschreibung                                                      | Bild                         |
| ---- | ---------------------------- | ----------------------------- | ----------------------------------------------------------------- | ---------------------------- |
| 86   | August-Bebel-Straße 1–18     | Siedlung                      |                                                                   |                              |
| 88   | Dünenweg 7a (Karte)          | Hallenhaus                    |                                                                   |                              |
| 89   | Dünenweg 9a (Karte)          | Hallenhaus                    |                                                                   |                              |
| 90   | Dünenweg 11 (Karte)          | Pension „Haus am Meer“        |                                                                   |                              |
| 91   | Dünenweg 13 a (Karte)        | Hallenhaus                    | mit Fritz-Reuter-Gedenktafel                                      |                              |
| 92   | Ostseeallee 3                |                               | Wohn- und Geschäftshäuser als bauliche Anlage                     |                              |
| 93   | Kapellenberg                 | Gedenkstein für Pastor Meyer  |                                                                   | Gedenkstein für Pastor Meyer |
| 94   | Kapellenberg                 | Hochwasserstein von 1872      |                                                                   |                              |
| 95   | Kapellenberg                 | Kapelle                       |                                                                   | Weitere Bilder               |
| 96   | Klützer Straße 11–15 (Karte) | Schule                        | einschließlich Turnhalle und Pausenhof mit Bepflanzung und Mauern |                              |
| 1552 | Mittelpromenade 6 (Karte)    | Pavillon Zur Seebrücke        |                                                                   |                              |
| 97   | Mittelpromenade 12 (Karte)   | Wohn- und Geschäftshaus       |                                                                   |                              |
| 98   | Mittelpromenade 13 (Karte)   | Wohn- und Geschäftshaus       |                                                                   |                              |
| 99   | Mittelpromenade 14 (Karte)   | Wohn- und Geschäftshaus       |                                                                   |                              |
| 100  | Mittelpromenade 15           | Wohn- und Geschäftshaus       |                                                                   |                              |
| 101  | Mittelpromenade 16           | Wohn- und Geschäftshaus       |                                                                   |                              |
| 102  | Mittelpromenade 19           | Wohn- und Geschäftshaus       |                                                                   |                              |
| 1578 | Mittelpromenade 25           | Hotel und Pension Wagenknecht |                                                                   |                              |
| 104  | Mittelpromenade 26           | Wohnhaus                      |                                                                   |                              |
| 105  | Mittelpromenade 28           | Seebachs Hotel                |                                                                   |                              |
| 106  | Mittelpromenade 30           | ehemalige Pension Minerva     |                                                                   |                              |
| 108  | Mittelpromenade              | Gedenkstein an Goethe         |                                                                   |                              |
| 1640 | Ostseeallee 22, 24           | Wohnanlage                    |                                                                   |                              |
| 1641 | Robert-Blum-Platz 1-4        | Wohnanlage                    |                                                                   |                              |
| 1515 | Strandpromenade 1            | Lesehalle                     |                                                                   |                              |
| 110  | Strandpromenade 32 (Karte)   | Wohnhaus                      |                                                                   | Weitere Bilder               |
| 111  | Strandpromenade 34 (Karte)   | Wohnhaus Haus Hubertus        |                                                                   | Weitere Bilder               |
| 113  | Strandpromenade 44 (Karte)   | Schullandheim                 |                                                                   | Weitere Bilder               |
| 115  | Strandpromenade 15           | Restaurant zur Düne           |                                                                   |                              |
| 116  | Ostseeallee 106, 107, 108    | Kinderkurheim                 |                                                                   |                              |

## Redewisch
| ID  | Lage                  | Bezeichnung | Beschreibung | Bild     |
| --- | --------------------- | ----------- | --- | -------- |
| 117 | Dorfstraße 34/35      | Wohnhaus    | |          |
| 118 | Dorfstraße 46 (Karte) | Gutshaus    | Klassizistischer, 2-gesch., 9-achs., gelber Backsteinbau von 1818 mit Sockelgeschoss (17. Jh.) und Mezzaningeschoss sowie Anbau von um 1900. | Gutshaus |

## Tarnewitz
| ID  | Lage                 | Bezeichnung       | Beschreibung | Bild |
| --- | -------------------- | ----------------- | ------------ | ---- |
| 119 | Dorfstraße 9 (Karte) | Gesellschaftshaus |              |      |

## Wichmannsdorf
| ID  | Lage                   | Bezeichnung                                        | Beschreibung | Bild |
| --- | ---------------------- | -------------------------------------------------- | --- | ---- |
| 120 | Wichmannsdorfer Straße | Gutsanlage mit Gutshaus, Park, Waschhaus und Stall | 1-gesch. Gutshaus aus Backstein vom 19. Jahrhundert mit 2-gesch. Zwerchgiebel und Krüppelwalmdach; sowie Park, Waschhaus und Stall |      |

## Ehemalige Denkmale

### Boltenhagen
| ID   | Lage                      | Bezeichnung                                | Beschreibung | Bild |
| ---- | ------------------------- | ------------------------------------------ | ------------ | ---- |
| 85   | Albin-Köbis-Siedlung 1–10 | Siedlung                                   |              |      |
| 103  | Mittelpromenade18         | Wohn- und Geschäftshaus                    |              |      |
| 1544 | Mittelpromenade 31        | ehemaliges Pensionshaus (Café zur Muschel) |              |      |
| 107  | Mittelpromenade 33        | Haus Likedeeler                            |              |      |